# HD 206267
HD 99922 är en trippelstjärna belägen i den södra delen av stjärnbilden Cepheusoch ligger i nebulosan IC1369. Den har en kombinerad skenbar magnitud av ca 5,70 och är svagt synlig för blotta ögat där ljusföroreningar ej förekommer. Baserat på parallaxmätning inom Hipparcosuppdraget på ca 1,7 mas, beräknas den befinna sig på ett avstånd på ca 2 000 ljusår (ca 600 parsek) från solen. Den rör sig närmare solen med en heliocentrisk radialhastighet på ca -8 km/s.

## Egenskaper
Primärstjärnan HD 206267 A är en blå till vit stjärna i huvudserien av spektralklass O6 V((f)).  Den har en radie som är ca 24 solradier och har effektiv temperatur av ca >25 000 K.
HD 206267 är en hierarkisk trippelstjärna där två av komponenterna bildar en spektroskopisk dubbelstjärna med en omloppsperiod av 3,7 dygn, medan en tredje stjärnan ligger längre bort – det är oklart om denna tredje komponent är gravitationellt bunden till paret. Systemet avger en stjärnvind som når en exceptionell hastighet på 3 225 km/s, bland de högsta uppmätta för stjärnor av denna typ.
Alla tre komponenterna är massiva stjärnor, och den intensiva ultravioletta strålningen de avger joniserar gasen i IC 1396 och orsakar komprimering av tätare globuler i nebulosan, vilket leder till stjärnbildning. Stjärnvinden som produceras av stjärnorna är stark nog att blåsa bort protoplanetära skivor vid närliggande stjärnor.